# Maison de Gonzague-Nevers

Blason des Gonzague-Nevers

La maison de Gonzague-Nevers nait du mariage de Louis IV de Gonzague, héritier du duché de Mantoue avec Henriette de Clèves, héritière du duché de Nevers et de Rethel (lui-même né de l'union entre le comté de Nevers et du comté de Rethel érigé en comté-pairie en 1347 sous le nom de Nivernais par Philippe VI de Valois puis en duché-pairie par François Ier).

## Généalogie[2]
- 1627-1637 : Charles Ier de Mantoue (1580-1637), petit-fils de Frédéric II (Charles III de Nevers), duc de Nevers, duc de Mantoue, duc de Rethel, prince d'Arches, duc de Montferrat, 2e prince de Senonches et de Brezolles.
- 1637-1665 : Charles II (1629-1665), petit-fils du précédent (Charles IV de Nevers), duc de Mayenne, de Montferrat, de Mantoue, de Nevers et de Rethel, 2e prince d'Arche, 3e prince de Senonches et de Brezolles. Épouse Isabelle-Claire de Tyrol.
- 1665-1708 : Charles III Ferdinand (1652-1708), fils unique du précédent, épouse Anne-Isabelle de Guastalla. Il vend la Mayenne, Nevers et Rethel au cardinal de Mazarin et la principauté de Senonches et Brezolles à François-Marie, comte de Broglie.